# Hendrik IV van Anhalt
Hendrik IV van Anhalt (overleden op 7 juli 1374) was van 1354 tot 1374 vorst van Anhalt-Bernburg. Hij behoorde tot het huis Ascaniërs.

## Levensloop
Hendrik IV was de tweede zoon van vorst Bernhard III van Anhalt-Bernburg en diens eerste echtgenote Agnes van Saksen-Wittenberg, dochter van hertog Rudolf I van Saksen-Wittenberg.
In 1348 volgde zijn oudere broer Bernhard IV Bernhard III op als vorst van Anhalt-Bernburg, waarbij de erfrechten van Hendrik IV werden omzeild. Toen Bernhard IV in 1354 kinderloos stierf, volgde Hendrik IV hem op als vorst van Anhalt-Bernburg. Hij droeg eveneens de titel van heer van Bernburg. 
In 1374 stierf Hendrik IV. Hij werd opgevolgd door zijn jongere halfbroer Otto III, die de erfrechten van Hendriks zoon Bernhard V omzeilde. 

## Huwelijk en nakomelingen
Hendrik was gehuwd met Sophia, die waarschijnlijk tot het huis Stolberg behoorde. Ze kregen volgende kinderen:
- Bernhard V (overleden in 1420), vorst van Anhalt-Bernburg
- Rudolf (overleden in 1406), bisschop van Halberstadt
- Adelheid (overleden na 1374), abdis in het klooster van Gernrode